# 突厥斯坦專員轄區

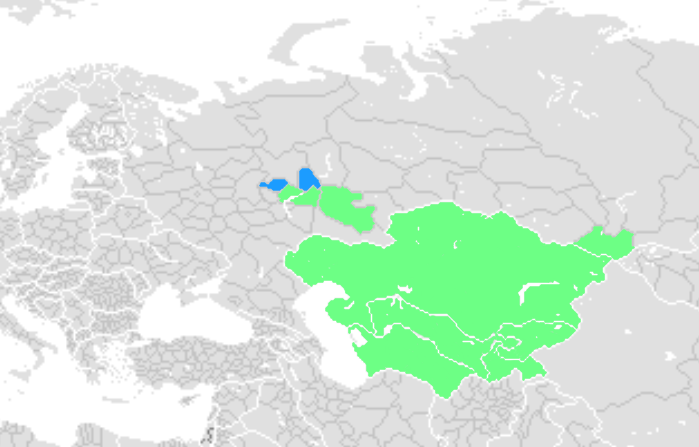
突厥斯坦專員轄區預定區域（綠色）和可能包括在內的區域（藍色）

突厥斯坦專員轄區（德語：Reichskommissariat Turkestan）是第二次世界大戰期間，納粹德國計畫在擊敗蘇聯後，佔領蘇維埃中亞後在中亞建立的政權。此計畫由阿佛烈·羅森堡提出，最後被希特勒否決。